# Langhügel von Rude Strand
Der Langhügel von Rude Strand (dänisch Langhøj ved Rude strand) liegt zwischen dem Lyngbakkevej und dem Hougaardsvej in einer Ferienhaussiedlung knapp 300 m von der Ostsee. Es ist ein 60 m langer und etwa 10 m breiter niedriger Hügel, der einst zwei Steinkisten aus dem Neolithikum bedeckte. Rude Strand liegt östlich von Odder in Jütland in Dänemark. 
Neolithische Monumente sind Ausdruck der Kultur und Ideologie neolithischer Gesellschaften. Ihre Entstehung und Funktion gelten als Kennzeichen der sozialen Entwicklung.

## Beschreibung
Am Ostende des Langhügels befand sich schräg angesetzt, ein mit Steinen eingehegter und durch dicke Baumstämme markierter Bezirk für kultische Handlungen, der älter ist als der Hügel. Dies zeigt, dass in der Frühphase der jungsteinzeitlichen Trichterbecherkultur verschiedene komplexe Anlagenformen existierten. Die ansonsten durch Dolmen und Ganggräber bekannte Kultur zeigt mit dem Langhügel von Rude Strand, neben den etwa zeitgleichen Langhügeln von Barkjær, eine neue Kultplatzform, die anhand der Funde etwa 1000 Jahre genutzt worden sein kann. 
Die beiden bereits 1894 und erneut 1977/78 vom Museum Moesgård ausgegrabenen Steinkisten liegen auf der Längsachse im östlichen Bereich des Hügels. Die westliche Kiste besteht aus pro Längsseite unterschiedlich dicken plattenartigen Steinen, zwischen denen die beiden nicht sehr massiven Endsteine stehen. Die östliche Kiste besteht aus sechs massiveren Steinen an den Längs- und zwei unterschiedlich starken Steinen an den Schmalseiten. Ihr Boden war mit Platten ausgelegt. In drei Suchschnitten im westlichen Teil des Hügels wurden keine weiteren Einbauten gefunden. In der westlichen der beiden Steinkisten wurde, neben den Überresten von etwa 20 Personen, eine beschädigte, zweifach durchlochte (am Arm getragene) Kupferscheibe mit einer Verzierung aus gepunzten Schälchen gefunden.  
Ähnliche Langhügel sind am Havermose, im Hørret Skov und beim Givehøje zu finden.